# Schwarzburger Landwehr

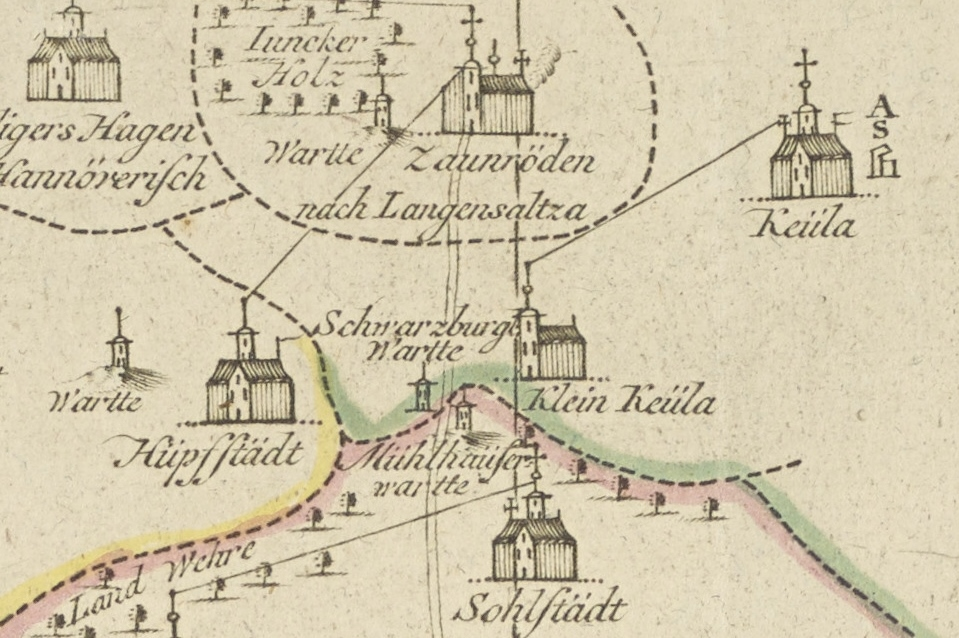
Die Schwarzburger Landwehr bei Keula mit der Schwarzburger Warte

Die Schwarzburger Landwehr oder auch Sondershäuser Landwehr war eine im Spätmittelalter errichtete etwa 3,3 Kilometer lange Landwehr an der Westgrenze der Grafschaft und späteren Fürstentums Schwarzburg-Sondershausen gegen das kurmainzische Eichsfeld.

## Verlauf

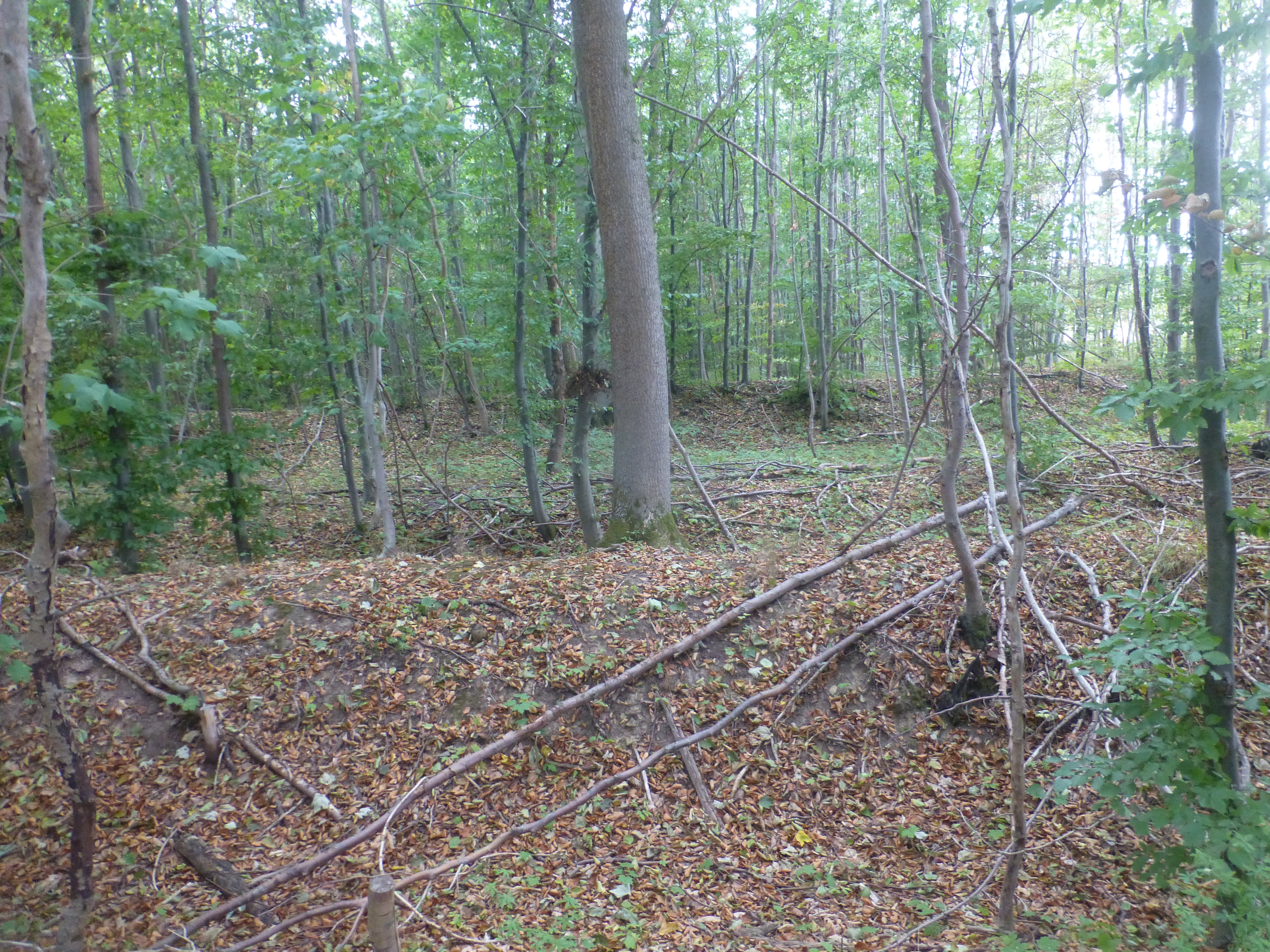
Die Wall- und Grabenanlagen der Landwehr bei Zaunröden

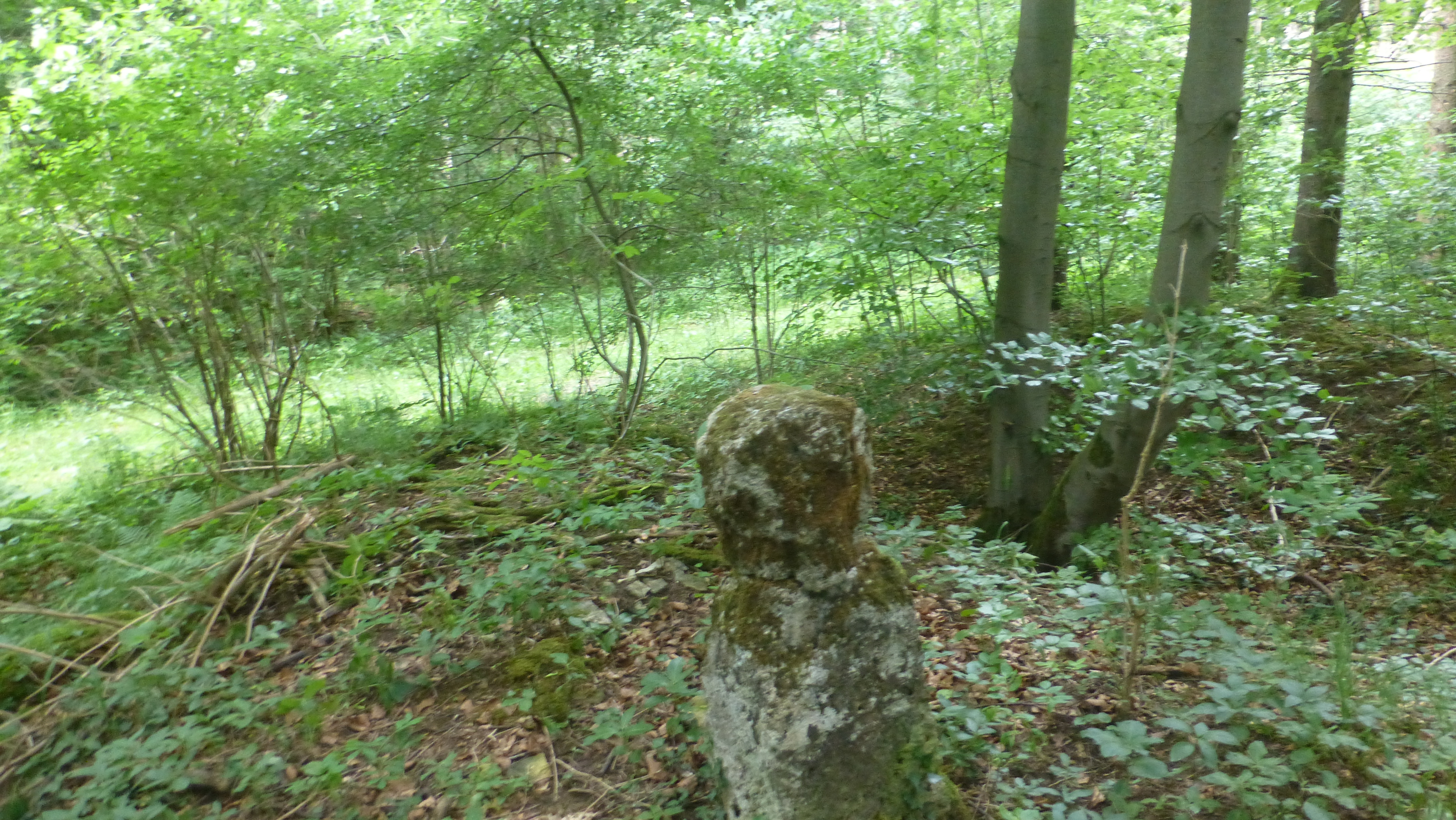
Vermutlicher Dreiherrenstein am Zusammentreffen des Mühlhäuser Landgrabens und der Schwarzburger Landwehr

Die Landwehr war eine ca. 3.300 Meter lange und durchschnittlich 25 Meter breite Wallanlage, die vom nördlichsten Punkt des Mühlhäuser Landgraben im Waldgebiet der Hohen Warte nahe der Sollstedter Warte, das Krauttal querend, vorbei am westlichen Ortsrand von Zaunröden bis zur Abbruchkante des Dünwaldes verlief. Durch den Dünwald geschützt verlief die Schwarzburger Grenze am Nordrand des Dün entlang ohne Wallanlagen bis zum Schönberg bei Rehungen, wo sie an die Hohnsteiner Landwehr anschloss.
Die südöstliche Verlängerung der Landesgrenze verlief am Mühlhäuser Landgraben entlang bis zum Waldgebiet der Mühlhäuser Hardt am Steinberg bei Keula. Die westlichen Gemarkungsgrenzen von Kleinkeula und Keula ist identisch mit dem Verlauf des Mühlhäuser Landgrabens.
Einige historische Urkunden und Kartenwerke aus dem 17. und 18. Jahrhundert geben Aufschluss über den etwaigen Verlauf und dazugehörige Warten und Durchlässe. Deutliche archäologische Spuren sind noch in Waldgebieten an längeren Abschnitten nachweisbar, darüber hinaus geben Flurnamen Auskunft über den Verlauf, wie die Grabenstraße südlich von Zaunröden. Nördlich von Zaunröden verläuft sie parallel zur Landesstraße 1032 einem Gehölzstreifen am heutigen Friedhof vorbei. Ein kurzes Stück im Dünwald ist die Landwehr wieder gut erkennbar. Im weiteren Verlauf sind durch den großen Kalksteinbruch des Zementwerkes Deuna Spuren der Landwehr komplett zerstört worden.
Die Landwehr verlief nicht immer genau an den Landesgrenzen, sondern auch zurückversetzt oder auch vorverlagert auf dem Territorium benachbarter Herrschaften. Das gothaische Kleinkeula war dabei durch die Landwehr komplett gegen das Eichsfeld abgegrenzt. Im kursächsische Zaunröden verlief die Landwehr mitten durch die Ortsgemarkung. Vor der Zerstörung des Dorfes im Bauernkrieg lag Zaunröden westlich der Landwehr und wurde danach auf der östlichen Seite neu aufgebaut. Nur ein kurzer Abschnitt der Landwehr ganz im Norden bildete die Grenze zwischen dem Eichsfeld und dem Fürstentum Schwarzburg-Sondershausen. Durch den bewaldeten Steilhang des Dün zwischen Deuna und Vollenborn waren vermutlich keine Grenzsicherungsmaßnahmen erforderlich. Das nordöstliche Ende der Grenze zum Eichsfeld war die Warte auf dem Schönberg und bildete das Dreiländereck zwischen Kurmainz, der Grafschaft Hohnstein und der Grafschaft Schwarzburg-Sondershausen (heute entsprechend Landkreis Eichsfeld, Landkreis Nordhausen und Kyffhäuserkreis).

## Geschichte

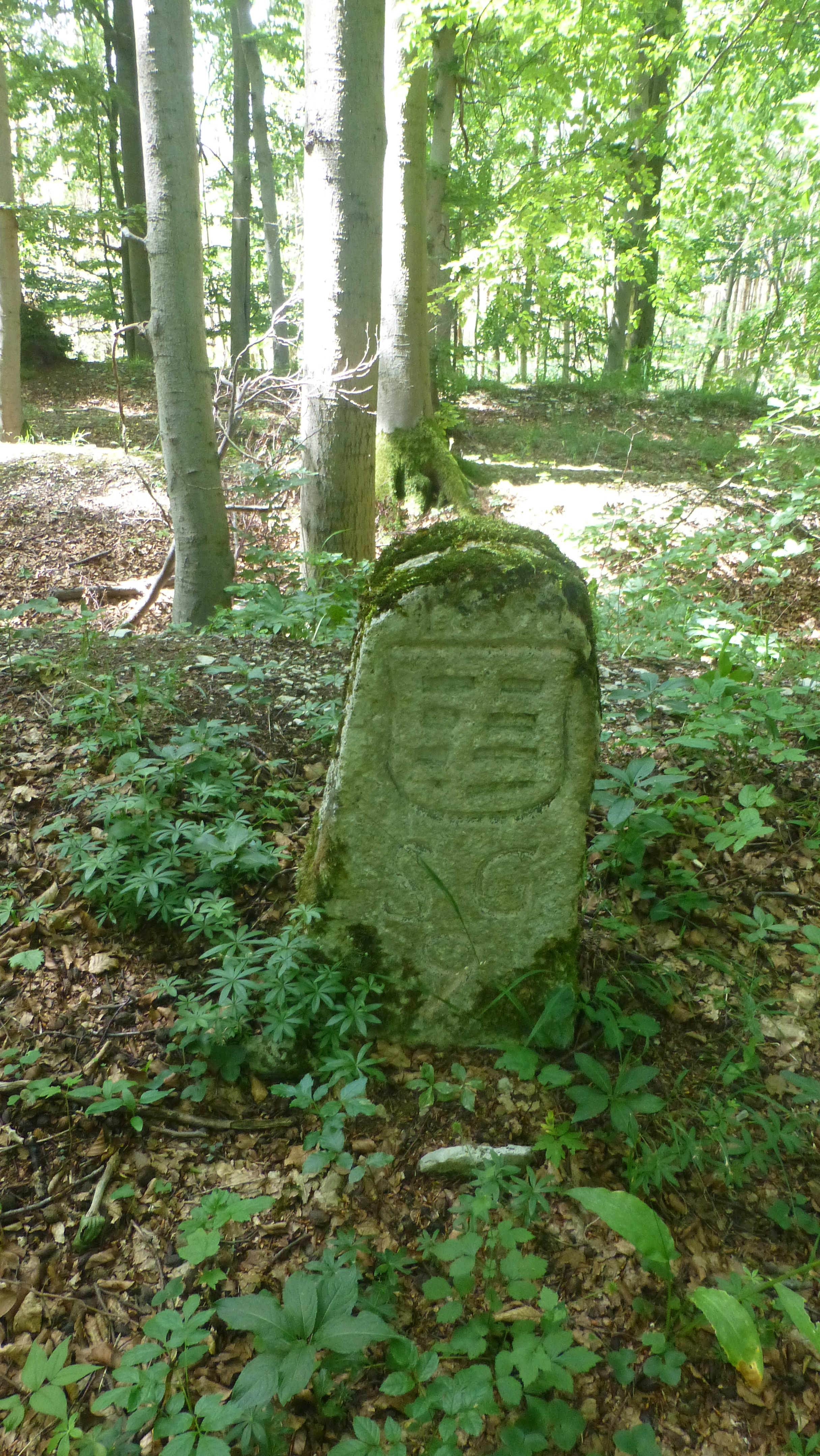
Grenzstein zwischen Kleinkeula und Hüpstedt

Das Gebiet gehörte ursprünglich zur Landgrafschaft Thüringen, das ab Mitte des 13. Jahrhunderts von den Wettinern verwaltet wurde und die dort auch zahlreiche Besitzungen hatten (z. B. in Zaunröden). (Ober-)Keula gehörte bis 1348 den Grafen von Hohnstein, die es den Grafen von Schwarzburg verpfändeten. Nieder-Keula war ursprünglich im Besitz des Klosters Volkenrodae in der Landgrafschaft Thüringen und gelangte später zur kursächsischen Herrschaft Sachsen-Gotha. Das westlich gelegene Eichsfeld gehörte ab 1294 zu Kurmainz. Insgesamt kam es in dieser Zeit zu häufig wechselnden Besitzstände, bis die Grafen von Schwarzburg größere Teile des Gebietes erwarben.
Wann die Landwehr genau errichtet wurde, ist nicht bekannt, vermutlich bereits Ende des 14. Jahrhunderts, aber nach dem Bau des Mühlhäuser Landgrabens. Eine erste schriftliche Erwähnung findet sich für das Jahr 1412 („Zcunryden an der lantwere“). Auf Grund der Besitzstände ist sie als thüringische oder kursächsische Landwehr entstanden und wurde noch zu Beginn des 17. Jahrhunderts als „churfürstlicher Landgraben“ bzw. „Düringische Landwehr“ bezeichnet. Ab dieser Zeit etablierte sich dann die Bezeichnung Schwarzburger Landwehr, obwohl sie das Schwarzburger Staatsgebiet nicht unmittelbar begrenzte.
Die ehemalige Grafschaft Hohnstein kam bereits im 17. Jahrhundert zum Kurfürstentum Brandenburg, mit dem Reichsdeputationshauptschluss 1802 kamen das Eichsfeld und das Stadtgebiet von Mühlhausen zum Königreich Preußen. 1815 wurde Zaunröden ebenfalls preußisch. Lediglich Keula blieb im Besitz der Schwarzburger. 1836 und 1838 verkaufte das Fürstentum Schwarzburg-Sondershausen als Eigentümer der zur Landwehr gehörenden Ländereien diese teilweise an die Gemeinde Zaunröden und das Königreich Preußen und nochmals 1845 Teile an die Gemeinde Kleinkeula.

## Grenzsteine
Grenzsteine markierten den Grenzverlauf und stehen noch heute in großer Zahl auch an der Landwehr. Je nach territorialer Lage und angrenzender Herrschaft findet man die Wappen oder Symbole des Fürstentums Schwarzburg-Sondershausen (Gabel und/oder FS / FSS), des Herzogtums Sachsen-Gotha-Altenburg (Gothaer Wappen und/oder ), des Kurfürstentums Sachsen (sächsisches Wappen und/oder SG oder HSG), der Reichsstadt Mühlhausen (Mühlhaue oder KP) und des Eichsfeldes (Mainzer Rad oder KP). Das Königreich Preußen (KP) besaß ab Anfang des 19. Jahrhunderts das Eichsfeld, Mühlhausen, schließlich auch Zaunröden und ließ sein Hoheitszeichen nachträglich in die Steine einsetzen. Im Dünwald nördlich von Zaunröden finden sich Grenzsteine mit GZ für die Gemeinde Zaunröden und der Wolfsangel für den Waldbesitz der Herren von Hagen als braunschweigischen Untertanen.

## Wehrelemente

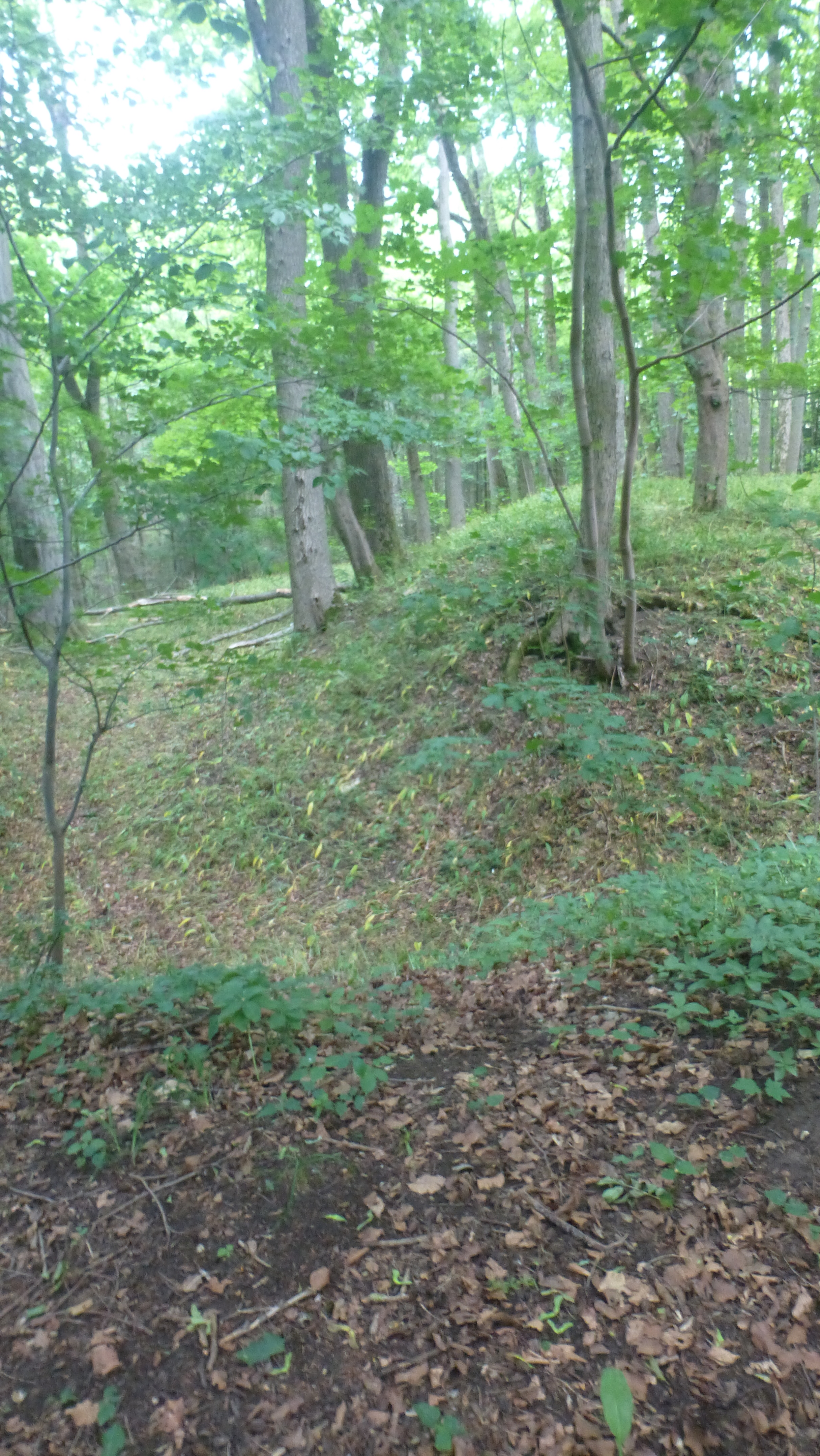
Bodendenkmal der Schwarzburger Warte

Die Landwehr bestand aus einem dreifachen Wall- und Grabensystem und ist den bewaldeten Gebieten noch gut erkennbar. Folgende Anlagen und Warten mit entsprechenden Durchlässen sind bekannt:
- (Warte auf dem Schönberg als Hohnsteinische Warte)
- sogenannte Batrie (Bastion) am Übergang zum Junkerholz
- Warte in Zaunröden mit Bastion am Straßendurchlass
- Schwarzburger Warte, in älteren Urkunden auch Hohe Warte, am Mühlhäuser Landgraben

### Schwarzburger Warte
Unmittelbar benachbart zur Sollstedter Warte befand sich nördlich des Mühlhäuser Landgrabens an einem Straßendurchlass eine weitere Warte. Sie war nicht unmittelbarer Bestandteil der nördlich beginnenden Schwarzburger Landwehr, diente aber ebenso der Absicherung des weiter östlich liegenden Hoheitsgebietes, der Kontrolle des Personen- und Warenverkehrs und der Einnahme von Zöllen. Wann sie gebaut wurde, ist nicht bekannt, entweder im Zusammenhang mit dem Bau des Landgrabens oder eventuell auch schon vorher. Obwohl sie in der Gemarkung von Kleinkeula lag, gehörte die Warte selbst und ein Steifen des Landgrabens als Exklave zum Territorium der Grafen bzw. Fürsten von Schwarzburg. Noch 1854 waren die Bewohner der Warte nach Keula eingepfarrt. Die Straße vom Mühlhäuser Gebiet führte über das kursächsische Kleinkeula zum schwarzburgischen (Groß)Keula in Richtung Sondershausen.
1550/51 ließen die Grafen die „Hohe Wart an der Landwehr“ reparieren, wofür die Herren von Ebeleben Steuern und die Herren von Hopffgarten Dienste betragen mussten. Im Jahr 1603 war Valten Knoblauch der Wartmann auf der Hohen Warte und 1692 ging es in einer Akte um die Besetzung der Warte.
Im 19. Jahrhundert ging die Bedeutung als Grenzort verloren und es wurde ein Wirtshaus eingerichtet, welches „Grüner Esel“ genannt wurde. 1873 brannte die Warte ab und wurde nicht wieder aufgebaut. Heute erinnern nur noch Wall- und Grabenanlagen an die historische Bedeutung. A
Am Dreiherrenstein zwischen Sollster und schwarzburger Warte wurde eine Informationstafel aufgestellt.

### Warte zu Zaunröden
1412 wurde Zaunröden an der Landwehr gelegen erwähnt. Zunächst lag das Dorf westlich der Landwehr ungeschützt gegenüber dem benachbarten Eichsfeld, nach dem Bauernkrieg wurde Zaunröden auf östlicher Seite wieder aufgebaut. Um ihre Ländereien westlich der Landwehr bewirtschaften zu können, muss es im Ort einen Durchlass gegeben haben. Über den Baubeginn einer Warte ist aber nichts bekannt, auch nichts zu weiteren baulichen Anlagen. Sie lag aber unmittelbar am Dorfrand an der Straße nach Hüpstedt. 1691 war Hans Pfaffe der Wartmann zu Zaunröden. 1715 wurde ein kurfürstlich-sächsischer Steuereinnehmer in Zaunröden erwähnt, ob er mit der Warte in Verbindung stand, ist aber nicht bekannt. In einer Fürstlich-schwarzburgischen Urkunde des Jahres 1769 geht es um den Bau eines Warthauses, 1783 ist sie in einer Karte des Fürstentums dargestellt.
Heute gibt es keine Spuren mehr von dieser Warte, lediglich der nach Süden führende Weg heißt noch Grabenstraße.

## Heutige Situation

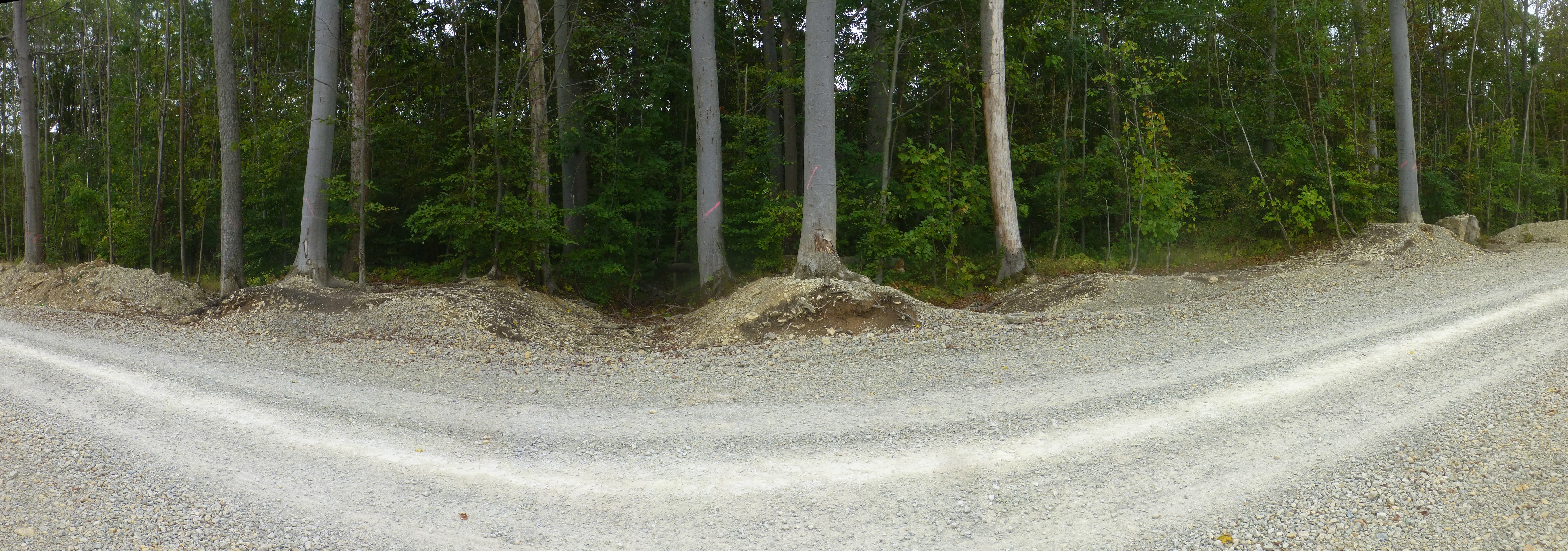
Der Profilschnitt der Landwehr südlich am Tagebau Deuna

Von der Landwehr sind heute nur noch zwei Abschnitte in den bewaldeten Abschnitten erkennbar. Der Landgraben in Zaunröden ist als Teil der Schwarzburger Landwehr seit 1987 ein geschütztes Bodendenkmal eingestuft. Im Bereich des Kalksteintagebaus des Zementwerkes Deuna ist die Landwehr komplett verschwunden, allerdings wurde am Rand der Grube ein Querschnitt der der Wall- und Grabenanlagen freigelegt. Der verbliebene Rest der Anlage von ca. 150 m Länge und 30 m Breite soll in ihrem jetzigen Zustand zu konserviert werden. Am Friedhof Zaunröden wurde eine Informationstafel zur Anlage und Geschichte der Landwehr aufgestellt.